# El Jicaral
El Jicaral es un municipio del departamento de León en la República de Nicaragua.

## Geografía
El término municipal limita al norte con el municipio de Santa Rosa del Peñón, al sur con el Lago Xolotlán, al este con los municipios de Ciudad Darío, San Isidro y San Francisco Libre, y al oeste con los municipios de Larreynaga, El Sauce y La Paz Centro.

## Historia
Fue uno de los municipios erigidos jurídicamente desde hace 158 años por Decreto Legislativo que emitiera la Asamblea del Estado Federado de Nicaragua, el 13 de mayo de 1834, fecha en que se permitió a los vecinos de un valle llamado "Santa Rosa" trasladarse al Valle del Jicaral. No es posible precisar hoy, si los fundadores del Jicaral fueron originarios del actual pueblo de Santa Rosa del Peñón. Según algunas fuentes, el pueblo actual y su municipio llevaron en el siglo pasado el nombre de "San Buenaventura".

## Demografía
El Jicaral tiene una población actual de 11,899 habitantes. De la población total, el 49.4% son hombres y el 50.6% son mujeres. Casi el 14.3% de la población vive en la zona urbana.

## Naturaleza y clima

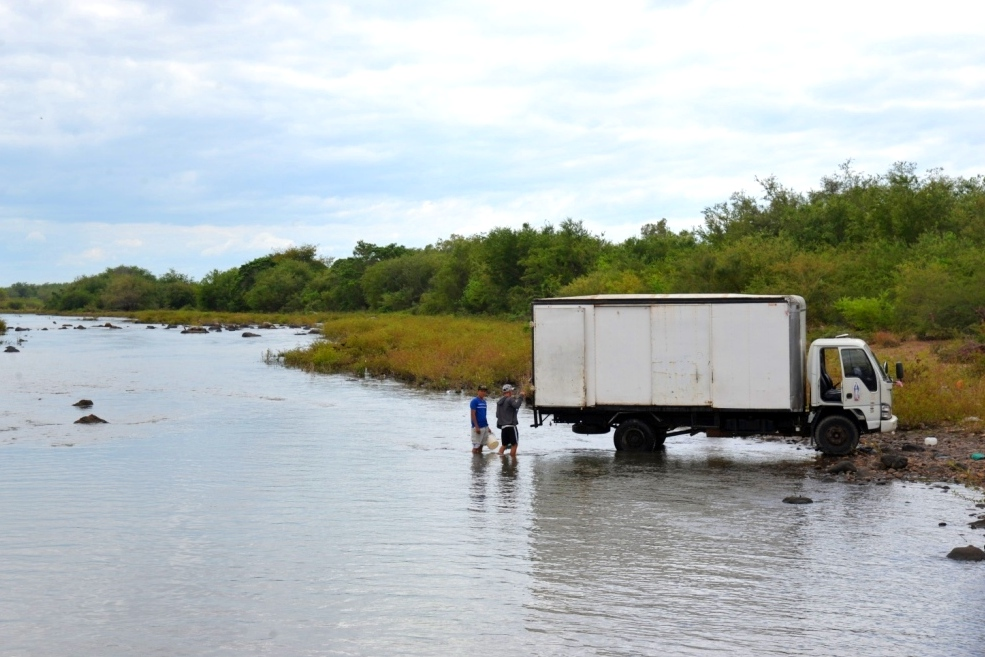
Lavado de camión en Río Viejo

El municipio no cuenta con montañas de significación, sino pequeñas alturas. Los dos ríos principales que cruzan el municipio es el río Sinecapa, que nace en el municipio de San Nicolás, y el Río Viejo, que forma la frontera con San Francisco Libre.
El municipio tiene un clima tropical de sabana, caracterizado por una marcada estación seca de 4 a 6 meses de duración, confinada principalmente de los meses de noviembre a abril. Este clima no permite el mantenimiento de bosques densos, existiendo en cambio amplias llanuras de hierbas. Su clima es caluroso en casi todo el año, con la excepción de los meses de diciembre y enero. Su temperatura media anual varía de 27 °C hasta alcanzar los 38 °C en los meses de verano. La precipitación media anual es de 1200 mm. El municipio se caracteriza por tener una vegetación caducifolia.

## Localidades
Además del sector urbano con tres barrios, existen un total de 31 comunidades rurales: Tule Sur, El Roble, El Tague, San Juan de Dios, Los Zarzales, Tamarindo, Las Mojarras, Las Pilitas, La Defensa, Santa Anita, Montañita, Casas Nuevas, Cuatro Palos, Tule Norte, Pilas Norte, Cristalito, El Bordo, Carrizal, La Pita, El Pavón, Montaña, Abra Vieja, Las Guayabas, Abra Pueblo Nuevo, Mejía, El Censo, San Pedro, Tamarindo Mal Paso, Los Rastrojos, El Barro y La Caña.

## Economía
La principal actividad económica del municipio es la agricultura, se cultiva ajonjolí, frijoles, maíz y sorgo. También cuenta con bastantes cabezas de ganado para producción de carne y leche, comercialización en el exterior y el pequeño consumo local.

## Transporte
La cabecera municipal está ubicada en la carretera entre León y Matagalpa, y por lo tanto tiene buenas comunicaciones. De este carretera parte un camino pavimentado hacia el norte hasta el municipio de Santa Rosa del Peñón y otro camino de terracería hacia el suroeste pasando Las Mojarras hasta el municipio de San Francisco Libre.

## Cultura
La principal fiesta religiosa del municipio es la de Nuestra Señora de Mercedes.

## Galería
|  |  |  |
|  |  |  |